# Anglický pivovar
Anglický pivovar v Praze je zaniklý pivovar, který stál na rohu ulic Kotlaska a U Libeňského pivovaru.

## Historie
V místě bývalé Gottlasovy kartounky adaptované původně na sladovnu vznikl v letech 1872–1874 pivovar pro Alberta Goldfingera. Ten dal podle plánů stavitele Jana Jelínka postavit pivní sklepy, lednice, kvasírny, kotelnu, strojovnu, konírnu a další provozní budovy.
V roce 1889 jej koupila britská akciová společnost „The Bohemian Breweries Ltd.“, která vlastnila také novoměstský pivovar U Šrajbrů a pivovar v Práčích. V té době se řadil mezi deset největších českých pivovarů. Firma jej modernizovala a v roce 1891 jej dala stavitelem Schlafferem rozšířit o ležákové sklepy. Společnost se na přelomu 19. a 20. století dostala do finančních potíží, své pivovary prodala a po prodeji libeňského roku 1906 zanikla.
Část budov koupil výrobce nábytku Václav Jirásko a na místě vybudoval novou továrnu. Sladovna se udržela až do začátku druhé světové války, poté zanikla. Z areálu se dochovala pouze část hvozdu a komín.

## Popis
Závod anglické společnosti vařil ročně 70000 hl, měl dva parní stroje o síle 58 koní a zaměstnával 56 dělníků.